# Bolesław Gierych
Bolesław Anatol Gierych (ur. 1910 w Jekaterynosławiu, zm. 6 lutego 1982 w Warszawie) – polski architekt i wykładowca akademicki.

## Życiorys

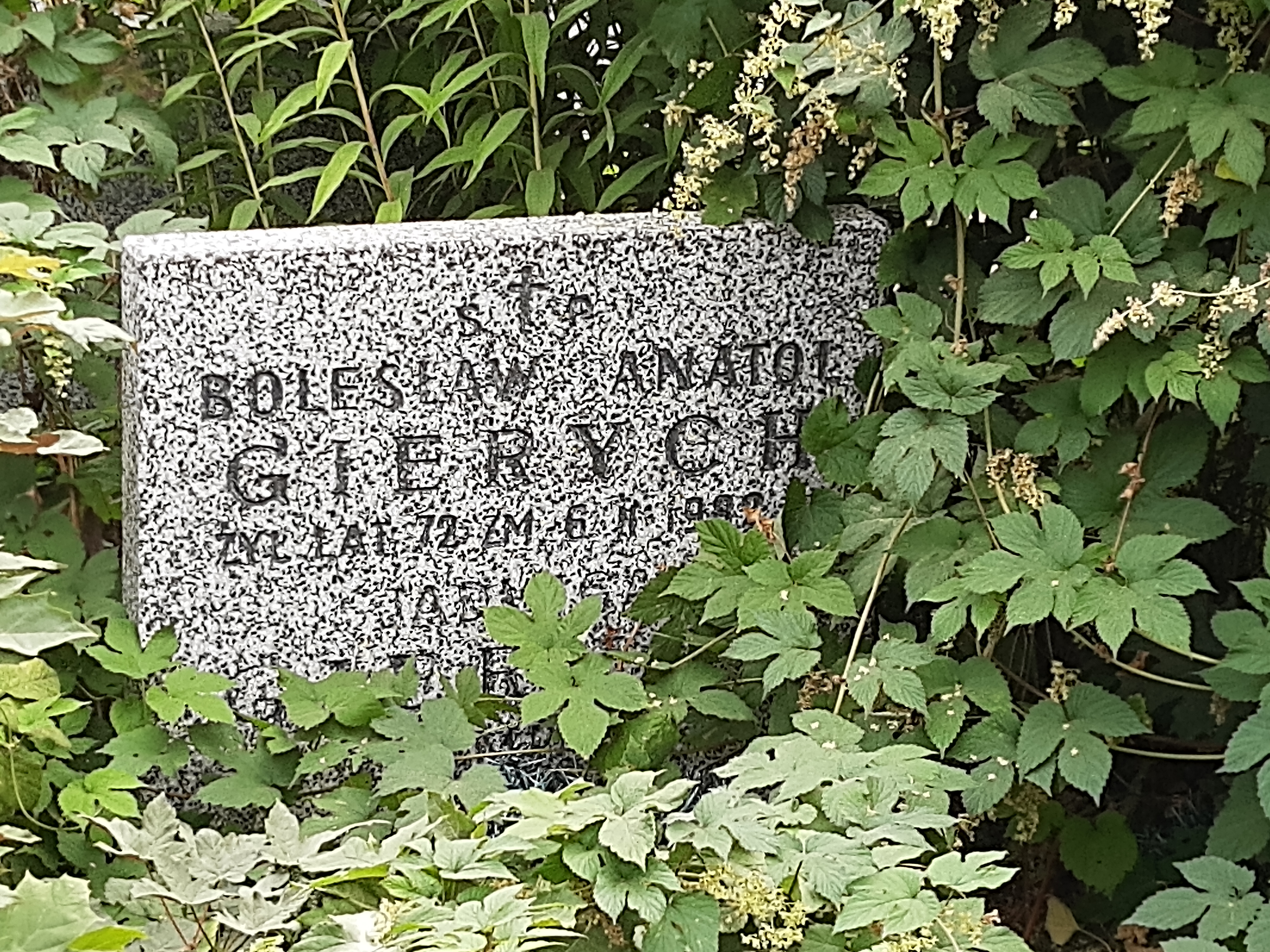
Grób Bolesława Gierycha na cmentarzu Bródnowskim w Warszawie

Od 1930 przez rok studiował w Szkole Głównej Gospodarstwa Wiejskiego, na następnie kontynuował naukę na Wydziale Architektury Politechniki Warszawskiej. Podczas studiów należał do korporacji akademickiej „K! Aleteja”. Podczas II wojny światowej był więźniem Pawiaka, a następnie więziony w obozie koncentracyjnym Auschwitz-Birkenau. Po 1945 był pracownikiem naukowym Politechniki Warszawskiej. Autor projektów odbudowy licznych obiektów uszkodzonych podczas II wojny światowej m.in. kościoła pw. Matki Bożej Królowej Polski w Jabłonnie (wspólnie ze Zbigniewem Chwalibogiem). Pochowany został na cmentarzu Bródnowskim (kw. 28G-VI-26).

## Publikacje
Pozostawił po sobie bogaty dorobek naukowy:
- Cechy architektoniczne krajowych kamieni budowlanych (współautorzy: Karol Szymański, Tadeusz Nicolau);
- Warunki techniczne wykonania i odbioru podokienników betonowych wewnętrznych nie malowanych i po malowaniu (współautorzy: Jerzy Martens, Stanisław Poniatowski);
- Okuwanie pali fundamentowych drewnianych BN-62/9010-01;
- Poradnik inżyniera i technika budowlanego Tom 2: Materiały i wyroby budowlane;
- Od kamieniołomów do architektury;
- Posadzki kamienne wewnętrzne i zewnętrzne – Wymagania i badania techniczne przy odbiorze BN-67/8841-15;
- Cokoły kamienne oraz ogólne wskazania z zakresu licówki kamiennej;
- Beton hydrotechniczny – Metody badań – Szybka ocena mrozoodporności bez zamrażania próbek BN-74/6739-03;
- Roboty tynkarskie – Tynki sgraffito – Wymagania i badania techniczne przy odbiorze BN-67/8841-13;
- Zaprawy budowlane gipsowo-wapienne – Odtworzenie składu wyjściowego metodą analityczną BN-75/6730-07.